# مجبور (فیلم ۱۹۸۹)
مجبور (انگلیسی: Majboor) یک فیلم به کارگرداین تاتیننی راما رائو است که در سال ۱۹۸۹ منتشر شد. از بازیگران آن می‌توان به سانی دیول، جایا پرادا، و فرح اشاره کرد.